# David Julyan
David Julyan (Cheltenham, 1967) is een Brits filmcomponist.

## Levensloop
Hij Studeerde aan de University College London. Na zijn studie begon hij zijn carrière films te componeren voor regisseur Christopher Nolan. Ook componeerde hij diverse horrorfilms zoals The Descent. Julyan werkte net als alle andere betrokkenen belangeloos mee aan de film Following waar door de totale productiekosten uit kwam op 6.000 Amerikaanse dollar.

## Filmografie
- 1998: Following
- 2000: Memento
- 2002: Insomnia
- 2002: Happy Here and Now
- 2004: Spivs
- 2004: Inside I'm Dancing
- 2005: The Descent
- 2005: Dungeons & Dragons 2: Wrath of the Dragon God
- 2006: The Last Drop
- 2006: The Prestige
- 2007: Outlaw
- 2007: WΔZ (aka w Delta z)
- 2008: Eden Lake
- 2008: The Daisy Chain
- 2009: The Descent: Part 2
- 2009: Heartless
- 2012: The Cabin in the Woods
- 2015: Hidden
- 2015: Segon origen (aka Second Origin)
- 2016: Bachelor Games
- 2016: Broken Vows

## Overige producties

### Televisieseries
- 2005: Matroesjka's
- 2012: Blackout (miniserie)

### Documentaireseries
- 2001: The Secret Rulers of the World (miniserie)

### Korte films
- 1997: Doodlebug
- 2006: Die trojanische kuh